# Округ 05 (Дюссельдорф)
Городской административный округ 05 (нем. Stadtbezirk 05) — один из десяти округов, составляющих территорию города Дюссельдорфа, столицы федеральной земли Северный Рейн-Вестфалия.

## Общая характеристика
Подразделяется на административные районы, которых здесь шесть: Ангермунд (Angermund), Виттлаер (Wittlaer), Кайзерверт (Kaiserswerth), Калькум (Kalkum), Лохаузен (Lohausen) и Штокум (Stockum). Современная территория округа, как составная часть Дюссельдорфа, была выделена в 1975 году. Руководство округа базируется на Кайзерсвертен Маркт, 23 (район Кайзерверт).
В противоположность другим крупным городам Северного Рейна-Вестфалии, в которых округа имеют свои собственные названия (например, в Кёльне и Дуйсбурге), в Дюссельдорфе они обозначены только цифрами.

## Особенности округа
Располагаясь на севере Дюссельдорфа, район имеет выгодные связи как с самим городом, так и с соседним промышленным Дуйсбургом.
Округ 05 выделяется среди всех городских округов своей большой площадью (1-е место), занимая примерно 25 % площади города Дюссельдорфа. Для него характерны резкие контрасты. Южная часть хорошо развита экономически. Здесь расположен Дюссельдорфский Международный аэропорт, Международная торговая ярмарка, многофункциональная международная арена (спортивные и культурные массовые мероприятия). На севере округа — типичные сельские ландшафты. Штокум с 1930-х годов застроен виллами и особняками. Сельскохозяйственный в целом Лохаузен испытывает мощное давление международного аэропорта. Кайзерверт и Ангермунд — старинные городские поселения, причём Кайзерверт (наследуя имперское величие) является северным культурным центром города, а Ангермунд — старинная резиденция князей и графов Дюссельдорфа. Округ 05 пользуется повышенным спросом на жильё.
Транспортной сердцевиной округа служит общегерманская дорога номер 8 (В8), но её теснит строящая параллельно скоростная В8n, соединяющая Дюссельдорф с Дуйсбургом. Важное значение имеет линия метротрама U79, также соединяющая округ 05 как с центром Дюссельдорфа, так и с центром Дуйсбурга. На платформе Ангермунд останавливается электропоезд S1, следующий из Дортмунда через Дуйсбург и Дюссельдорф до Золингена. C запада на восток, минуя аэропорт, округ пересекает автобан A44.
Округ 05, в связи с большим количеством достопримечательностей и многочисленными охраняемыми природными объектами, пользуется большой популярностью у туристов и отдыхающих.

## Политическая ориентация
На последних коммунальных выборах, прошедших в 2009 году, за представителей различных партий население проголосовало следующим образом: ХДС — 55,6 %, СДПГ — 13,9 %, Зелёные — 12,3 %, СвДП — 14,1 %, остальные партии — 2,7 %. Партийное представительство в руководстве округа таким образом сформировалось в соответствии с пропорциями отданных за кандидатов голосов, среди которых преобладают христианские демократы (ХДС) (11 из 19 представителей).

## Фотогалерея шести районов округа

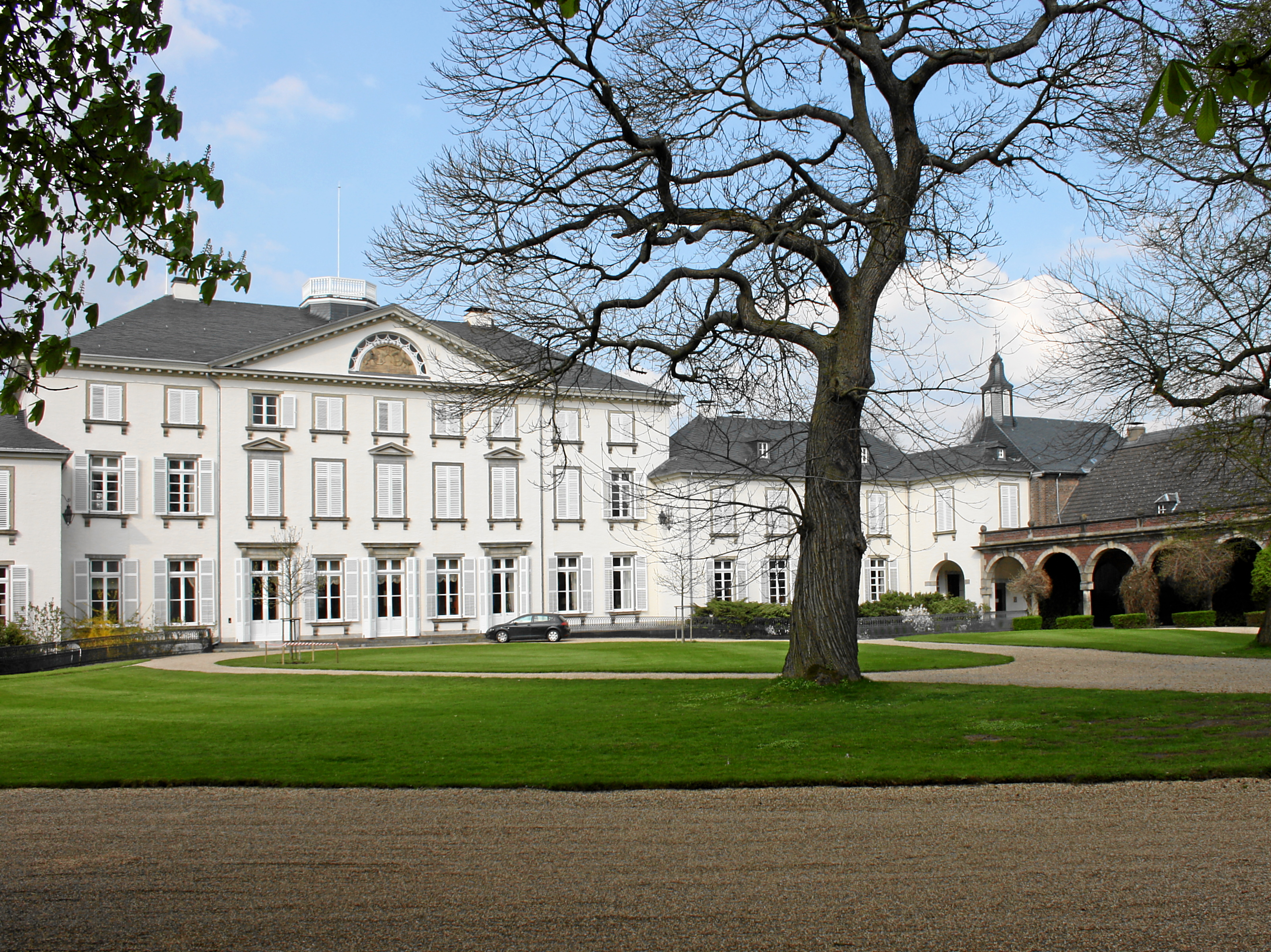
Замок Хельторф, Ангермунд
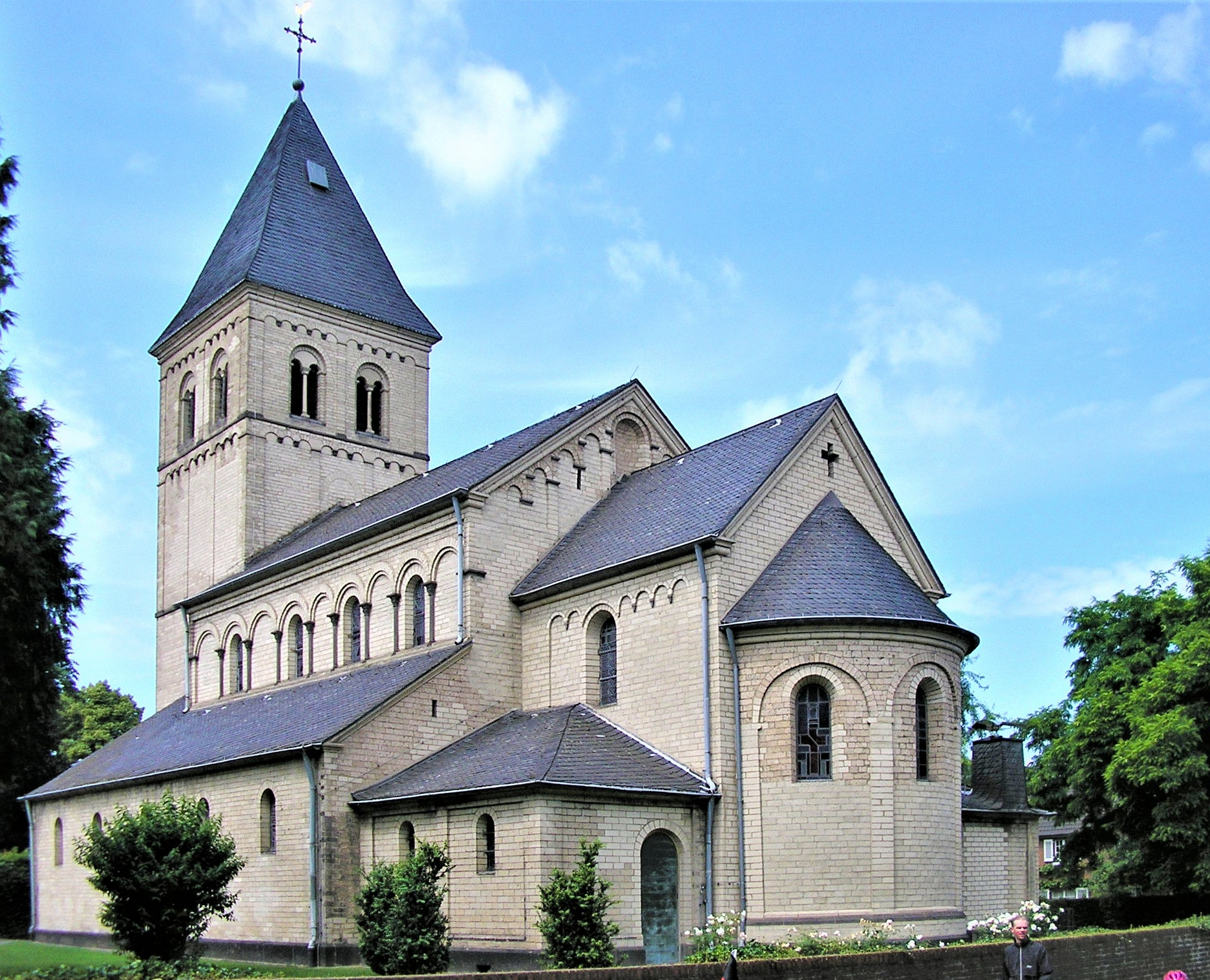
Церковь св. Ремигия, Виттлаер
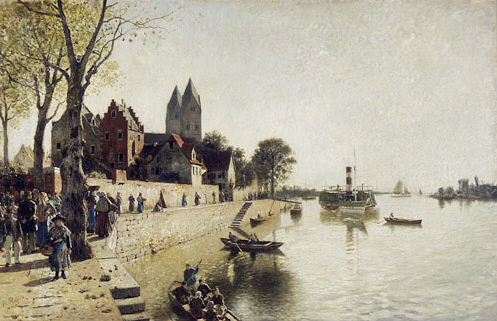
Набережная Рейна, Кайзерсверт
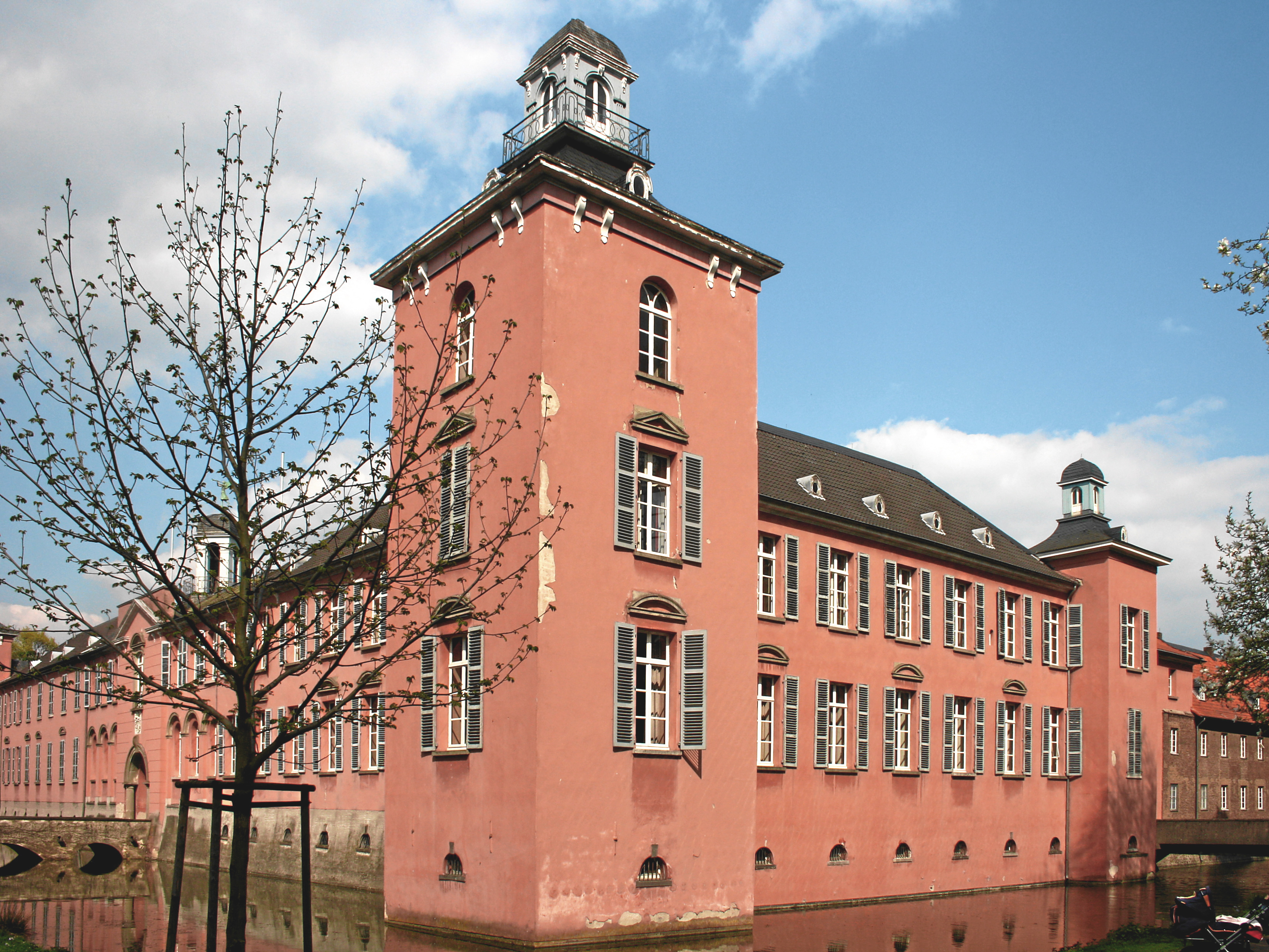
Замок, Калькум
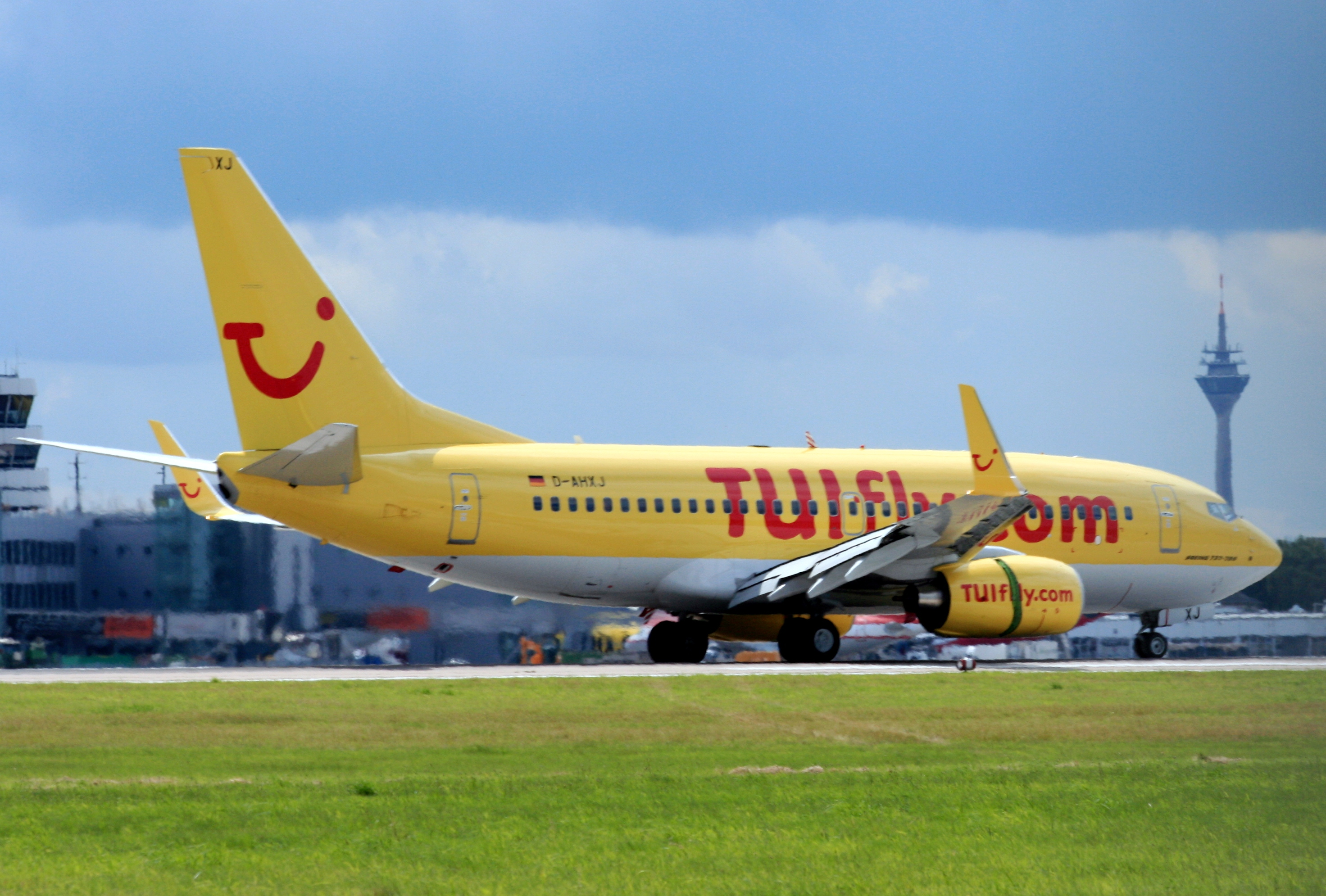
Международный аэропорт, Лохаузен
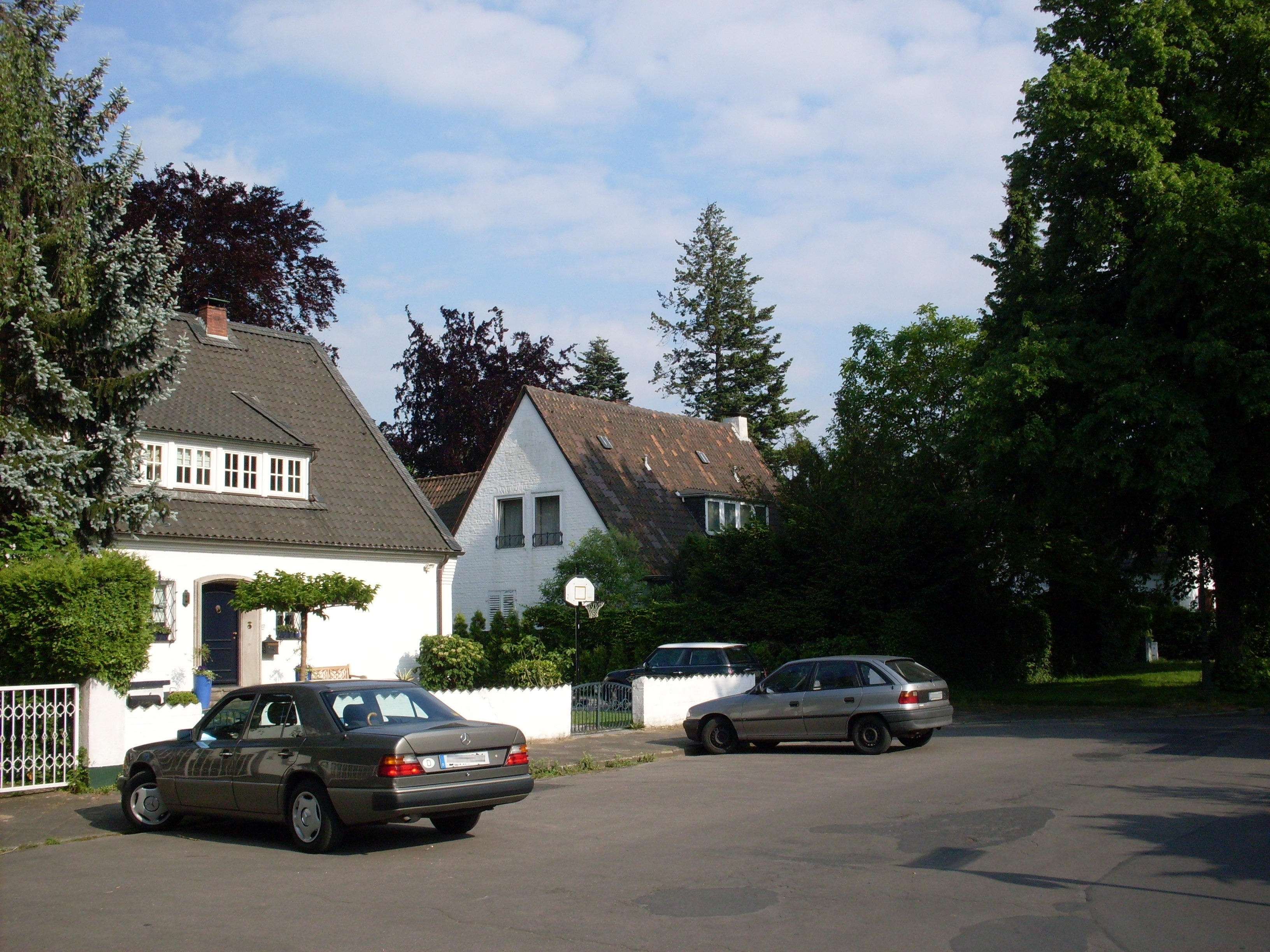
Особняки, Штокум

## Дополнительная информация
- Список округов Дюссельдорфа
- Список районов Дюссельдорфа